# Tetrabutylgermanium
Tetrabutylgermanium ist eine chemische Verbindung aus der Gruppe der germaniumorganischen Verbindungen.

## Gewinnung und Darstellung
Germaniumorganische Verbindungen lassen sich analog zu den entsprechenden Silicium-Verbindungen herstellen. Entsprechend kann Tetrabutylgermanium durch Umsetzung von Germaniumtetrachlorid mit Butyllithium hergestellt werden:
{\displaystyle \mathrm {GeCl_{4}+4\ LiC_{4}H_{9}\ {\xrightarrow {}}\ Ge(C_{4}H_{9})_{4}+4\ LiCl} }

## Eigenschaften

### Physikalische Eigenschaften
Tetrabutylgermanium hat einen Flammpunkt von 113 °C. Die 73Ge-NMR Verschiebung liegt bei 25,4 ppm.

### Chemische Eigenschaften
Bei einer katalytischen Komproportionierung von Tetrabutylgermanium mit Germaniumtetrachlorid in Gegenwart von Aluminiumchlorid als Katalysator bilden sich je nach Verhältnis Tributylgermaniumchlorid und Dibutylgermaniumdichlorid:
{\displaystyle \mathrm {3\ Ge(C_{4}H_{9})_{4}+\ GeCl_{4}\ {\xrightarrow[{}]{AlCl_{3}}}\ 4\ ClGe(C_{4}H_{9})_{3}} }
{\displaystyle \mathrm {Ge(C_{4}H_{9})_{4}+\ GeCl_{4}\ {\xrightarrow[{}]{AlCl_{3}}}\ 2\ Cl_{2}Ge(C_{4}H_{9})_{2}} }
Tetrabutylgermanium reagiert beim Erhitzen mit elementarem Schwefel bei 230 °C unter Bildung eines cyclischen Trithiatrigermans, in welchem der Sechsring abwechselnd aus Schwefel- und Germanium-Atomen besteht und je zwei Butylgruppen an die Germaniumatome gebunden sind:
{\displaystyle \mathrm {3\ Ge(C_{4}H_{9})_{4}+\ 6\ S\ {\xrightarrow[{}]{}}\ 3\ S(C_{4}H_{9})_{2}+\ (SGe(C_{4}H_{9})_{2})_{3}} }